# Tropidophorus berdmorei
Espèce
Synonymes
- Aspris berdmorei Blyth, 1853
- Tropidophorus yunnanensis Boulenger, 1887

Tropidophorus berdmorei est une espèce de sauriens de la famille des Scincidae.

## Répartition
Cette espèce se rencontre en République populaire de Chine dans la province du Yunnan, en Birmanie, en Thaïlande et au Viêt Nam.

## Étymologie
Cette espèce est nommée en l'honneur de Thomas Matthew Berdmore (1811–1859).

## Publication originale
- Blyth, 1854 "1853" : Notices and descriptions of various reptiles, new or little-known. Journal of the Asiatic Society of Bengal, vol. 22, p. 639–655 (texte intégral).